# Елберт (округ, Колорадо)
Шаблон:StateAbbr_ 39°17′ пн. ш. 104°08′ зх. д. / 39.28° пн. ш. 104.13° зх. д.
Округ Елберт (англ. Elbert County) — округ (графство) у штаті Колорадо, США. Ідентифікатор округу 08039.

## Історія
Округ утворений 1874 року.

## Демографія
За даними перепису 
2000 року 
загальне населення округу становило 19872 осіб, усе сільське.
Серед мешканців округу чоловіків було 9966, а жінок — 9906. В окрузі було 6770 домогосподарств, 5655 родин, які мешкали в 7113 будинках.
Середній розмір родини становив 3,19.
Віковий розподіл населення поданий у таблиці:
| Стать    | До 15 років | 15-21 | 22-29 | 30-39 | 40-49 | 50-65 | 65-85 | Понад 85 |
| -------- | ----------- | ----- | ----- | ----- | ----- | ----- | ----- | -------- |
| Чоловіки | 2469        | 971   | 559   | 1552  | 2180  | 1632  | 557   | 46       |
| Жінки    | 2414        | 909   | 558   | 1761  | 2193  | 1482  | 532   | 57       |

## Суміжні округи
- Арапаго — північ
- Лінкольн — схід
- Ель-Пасо — південь
- Дуглас — захід

## Виноски
1. ↑  U.S. Decennial Census. United States Census Bureau. Архів оригіналу за 26 квітня 2015. Процитовано 7 червня 2014.
2. ↑  Historical Census Browser. University of Virginia Library. Архів оригіналу за 11 серпня 2012. Процитовано 7 червня 2014.
3. ↑  Population of Counties by Decennial Census: 1900 to 1990. United States Census Bureau. Архів оригіналу за 31 липня 2014. Процитовано 7 червня 2014.
4. ↑  Census 2000 PHC-T-4. Ranking Tables for Counties: 1990 and 2000 (PDF). United States Census Bureau. Архів оригіналу (PDF) за 18 грудня 2014. Процитовано 7 червня 2014.
5. ↑  State & County QuickFacts. United States Census Bureau. Архів оригіналу за 6 червня 2011. Процитовано 7 червня 2014.(англ.) Наведено за англійською вікіпедією.
6. ↑  American FactFinder. Бюро перепису населення США. Архів оригіналу за 21 травня 2008. Процитовано 31 січня 2008.

| США | Це незавершена стаття з географії США. Ви можете допомогти проєкту, виправивши або дописавши її. |